# Granny Goodness
Granny Goodness, il cui vero nome è Goodness (Granny è un termine inglese che significa "nonnina", mentre il suo nome vuol dire "Bontà", qualità che in realtà non possiede), è un personaggio dei fumetti creato da Jack Kirby nel 1971, pubblicato dalla DC Comics.
La creazione grafica si è basata sulle fattezze di Phyllis Diller.

## Storia del personaggio
Granny Goodness fa parte dell'Elite di Darkseid, signore di Apokolips. Gestisce l'orfanotrofio del pianeta con brutale disciplina, anche attraverso le Furie (gruppo di guerriere ai suoi ordini), in modo da creare un'élite di guerrieri agli ordini di Darkseid, anche attraverso lavaggio del cervello e tortura.

## Altre versioni
- Nell'universo Amalgam Comics è fusa insieme al personaggio della Marvel Comics Agatha Harkness a formare Granny Harkness, seguace di Thanoseid (Thanos più Darkseid).
- Nella saga La pietra dei tempi (Rock of Ages) apparsa nella serie della Justice League of America di Grant Morrison, appare un futuro alternativo in cui Darkseid ha conquistato la Terra.

Goodness è fusa insieme a una Scatola Madre, formando una grande "Scatola Nonnina" (Grandmother Box).

## Altri media
Granny Goodness è apparsa nelle seguenti serie:
- DC Animated Universe, il personaggio appare per la prima volta con un ruolo di rilievo nell'episodio in due parti Supergirl (Little Girl Lost in originale) della serie animata Superman, nell'episodio (aveva tuttavia avuto un'apparizione cameo in un episodio precedente), per poi riapparire nell'ultimo episodio in due parti della serie, Attacco alla Terra (Legacy in originale). Nell'edizione originale in lingua Granny è doppiata dalla voce maschile di Edward Asner[2], il quale ha poi doppiato il personaggio anche nelle sue apparizioni nelle serie Justice League (nell'episodio in due parte Crepuscolo, inedito in Italia come il resto della seconda stagione della serie) e della successiva Justice League Unlimited (negli episodi Legami con il passato e Il sopravvissuto) oltre che in altri film d'animazione. Anche nel doppiaggio delle prime due stagioni di Superman, il personaggio venne doppiato da un uomo (in questo caso Mino Caprio) sostituito poi da voci femminili nelle apparizioni successive a causa dei cambi di doppiatori, direzione e traduttori (elemento comune a tutte le serie del DCAU in Italia).
- Compare nella decima stagione di Smallville nell'episodio Abbandonata interpretata da Christine Willes. Anche in questa versione è una tirapiedi di Darkseid, ma a differenza dei fumetti qui opera sulla Terra, reclutando le sue Furie fra le bambine orfane di Metropolis sotto la copertura della direttrice dell'orfanatrofio St.Louise. Il personaggio era già apparso (come affermato nel corso di Abbandonata) nell'episodio finale della nona stagione dove salva Tess Mercer, anche se non viene vista in volto. Nel doppiaggio italiano viene chiamata Nonnina o anche solo La Nonna.
- Appare per pochi secondi in un cameo alla fine della director's cut del film Justice League in cui assiste alla morte di Steppenwolf, insieme al suo padrone Darkseid e a Desaad.
- Appare inoltre nella serie animata Young Justice, nella quale è separata in due corpi, Nonnina Cara e Gretchen Goode, con il secondo nome gestisce una casa discografica utilizzata per entrare nella mente delle persone e aumentare il traffico di metaumani, servendo sempre per il padrone Darkseid. È però sconfitta dal Team.

## Traduzione in italiano
Nelle versioni in lingua italiana il suo nome è stato tradotto in diversi modi:
- Play Press ha mantenuto l'originale "Granny Goodness"[3] o l'ha tradotto con "Buona Nonnina"[4] e "Nonnina Bontà"[5].
- Planeta DeAgostini l'ha tradotto con "Nonnina Cara"[6] e "Cara Nonnina"[7].
- RW Lion l'ha tradotto con "Cara Nonnina"[8] o "Nonnina Cara"[9].

Nella serie animata Superman degli anni novanta è stata chiamata prima "Nonna Bontà" nel doppiaggio italiano delle prime due stagioni, mentre in quello del doppio episodio finale Attacco alla Terra (Legacy) - trasmesso in Italia solo nel 2009- semplicemente "Granny". Nell'edizione italiana di Justice League Unlimited (avvenuto a Milano, invece che a Roma) il nome viene tradotto in "Nonna Dolce".